# Périgny (Val-de-Marne)
Pour les articles homonymes, voir Périgny.
Périgny, aussi appelée Périgny-sur-Yerres, est une commune française située dans le département du Val-de-Marne, en région Île-de-France.

## Géographie

### Situation

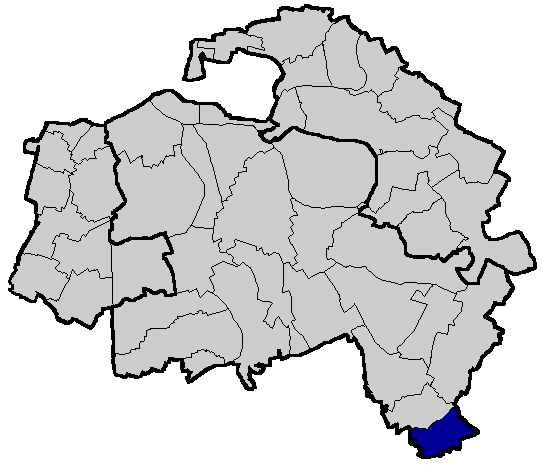
Localisation de Périgny dans le Val-de-Marne.

Périgny est une petite ville périurbaine française située à environ 30 kilomètres au sud-est de Paris, dans le Val-de-Marne. Sa population est d'environ 2 500 habitants.

### Communes limitrophes
|                                | Mandres-les-Roses        | Servon (Seine-et-Marne)            |
| Boussy-Saint-Antoine (Essonne) | Périgny                  | Brie-Comte-Robert (Seine-et-Marne) |
|                                | Varennes-Jarcy (Essonne) |                                    |

### Hydrographie
La commune, qui est limitée à l'est par un méandre de l'Yerres (affluent de la rive droite de la Seine), est également drainée par la Rigaude.

### Géologie et relief
La commune de Périgny domine une boucle de l'Yerres et s’étend modestement sur le plateau de Brie : elle jouxte les départements de l’Essonne au sud et de la Seine-et-Marne à l’est.

### Climat
Pour des articles plus généraux, voir Climat de l'Île-de-France et Climat du Val-de-Marne.
En 2010, le climat de la commune est de type climat océanique dégradé des plaines du Centre et du Nord, selon une étude du CNRS s'appuyant sur une série de données couvrant la période 1971-2000. En 2020, Météo-France publie une typologie des climats de la France métropolitaine dans laquelle la commune est exposée à un climat océanique altéré et est dans la région climatique  Sud-ouest du bassin Parisien, caractérisée par une faible pluviométrie, notamment au printemps (120 à 150 mm) et un hiver froid (3,5 °C). 
Pour la période 1971-2000, la température annuelle moyenne est de 11,3 °C, avec une amplitude thermique annuelle de 15,3 °C. Le cumul annuel moyen de précipitations est de 665 mm, avec 10,5 jours de précipitations en janvier et 7,7 jours en juillet. Pour la période 1991-2020, la température moyenne annuelle observée sur la station météorologique la plus proche, située sur la commune de Mandres-les-Roses à 1 km à vol d'oiseau, est de 11,9 °C et le cumul annuel moyen de précipitations est de 698,3 mm,. Pour l'avenir, les paramètres climatiques de la commune estimés pour 2050 selon différents scénarios d'émission de gaz à effet de serre sont consultables sur un site dédié publié par Météo-France en novembre 2022.
| Mois                                  | jan.          | fév.           | mars           | avril       | mai            | juin           | jui.           | août          | sep.        | oct.            | nov.             | déc.             | année     |
| ------------------------------------- | ------------- | -------------- | -------------- | ----------- | -------------- | -------------- | -------------- | ------------- | ----------- | --------------- | ---------------- | ---------------- | --------- |
| Température minimale moyenne (°C)     | 1,8           | 1,6            | 3,8            | 5,8         | 9,6            | 12,7           | 14,5           | 14            | 10,8        | 8,2             | 4,7              | 2,4              | 7,5       |
| Température moyenne (°C)              | 4,5           | 5              | 8,2            | 11          | 14,8           | 18,1           | 20,2           | 20            | 16,3        | 12,4            | 7,8              | 5                | 11,9      |
| Température maximale moyenne (°C)     | 7,2           | 8,6            | 12,7           | 16,4        | 19,9           | 23,5           | 25,9           | 26,1          | 21,8        | 16,6            | 10,9             | 7,5              | 16,4      |
| Record de froid (°C) date du record   | −16 08.01.10  | −13 07.02.1991 | −10,5 01.03.05 | −3 07.04.21 | 0,5 07.05.1997 | 1,8 04.06.1991 | 6,1 04.07.1990 | 6 28.08.1998  | 1 30.09.12  | −3,8 30.10.1997 | −10,4 24.11.1998 | −10,3 29.12.1996 | −16 2010  |
| Record de chaleur (°C) date du record | 16,1 27.01.03 | 22 27.02.19    | 25 31.03.21    | 29 20.04.18 | 33 28.05.17    | 38 22.06.17    | 39,5 31.07.20  | 40,1 06.08.03 | 35 15.09.20 | 29,5 01.10.11   | 23 08.11.15      | 17,3 16.12.1989  | 40,1 2003 |
| Précipitations (mm)                   | 57,2          | 50,9           | 49,8           | 50,6        | 67,4           | 58,6           | 60             | 61,1          | 52,4        | 58              | 61,8             | 70,5             | 698,3     |

## Urbanisme

### Typologie
Au 1er janvier 2024, Périgny est catégorisée grand centre urbain, selon la nouvelle grille communale de densité à sept niveaux définie par l'Insee en 2022.
Elle appartient à l'unité urbaine de Paris, une agglomération inter-départementale regroupant 407  communes, dont elle est une commune de la banlieue,,. Par ailleurs la commune fait partie de l'aire d'attraction de Paris, dont elle est une commune du pôle principal,. Cette aire regroupe 1 929 communes,.

### Morphologie urbaine
Contrairement à bon nombre de communes proches, Périgny a su garder le cadre champêtre d'antan tout en gardant l'avantage d'être située à proximité de la capitale.

### Habitat
Le parc de logements de la commune, principalement pavillonnaire, est en croissance soutenue, passant de 171 logements en 1968 à 1064 en 2017, et a augmenté d'un quart entre 2007 et 2017.
| Logements                                        | Nombre en 2007 | % en 2007 | nombre en 2012 | % en 2012 | nombre en 2017 | % en 2017 |
| ------------------------------------------------ | -------------- | --------- | -------------- | --------- | -------------- | --------- |
| Total                                            | 851            | 100 %     | 970            | 100 %     | 1064           | 100 %     |
| Résidences principales                           | 820            | 96,3 %    | 935            | 96,4 %    | 1 002          | 94,2 %    |
| → Dont HLM                                       | 1              | 0,1 %     | 27             | 2,8 %     | 64             | 6,4 %     |
| Résidences secondaires et logements occasionnels | 7              | 0,8 %     | 4              | 0,4 %     | 11             | 1,0 %     |
| Logements vacants                                | 24             | 2,8 %     | 31             | 3,2 %     | 51             | 4,8 %     |
| Dont :                                           |                |           |                |           |                |           |
| → maisons                                        | 732            | 86,1 %    | 797            | 82,2 %    | 852            | 80,1 %    |
| → appartements                                   | 115            | 13,5 %    | 169            | 17,4 %    | 209            | 19,7%     |

La commune, qui ne respecte pas les obligations prévues à l'article 55 de la loi relative à la solidarité et au renouvellement urbains (Loi SRU) qui prescrit qu'elle doit atteindre 25 % de son parc de résidences principales en logements sociaux, a engagé un effort de mise en conformité depuis 2007 et a signé avec l'État un contrat de mixité sociale afin d'atteindre environ 17 % de logements sociaux en 2030.

## Toponymie

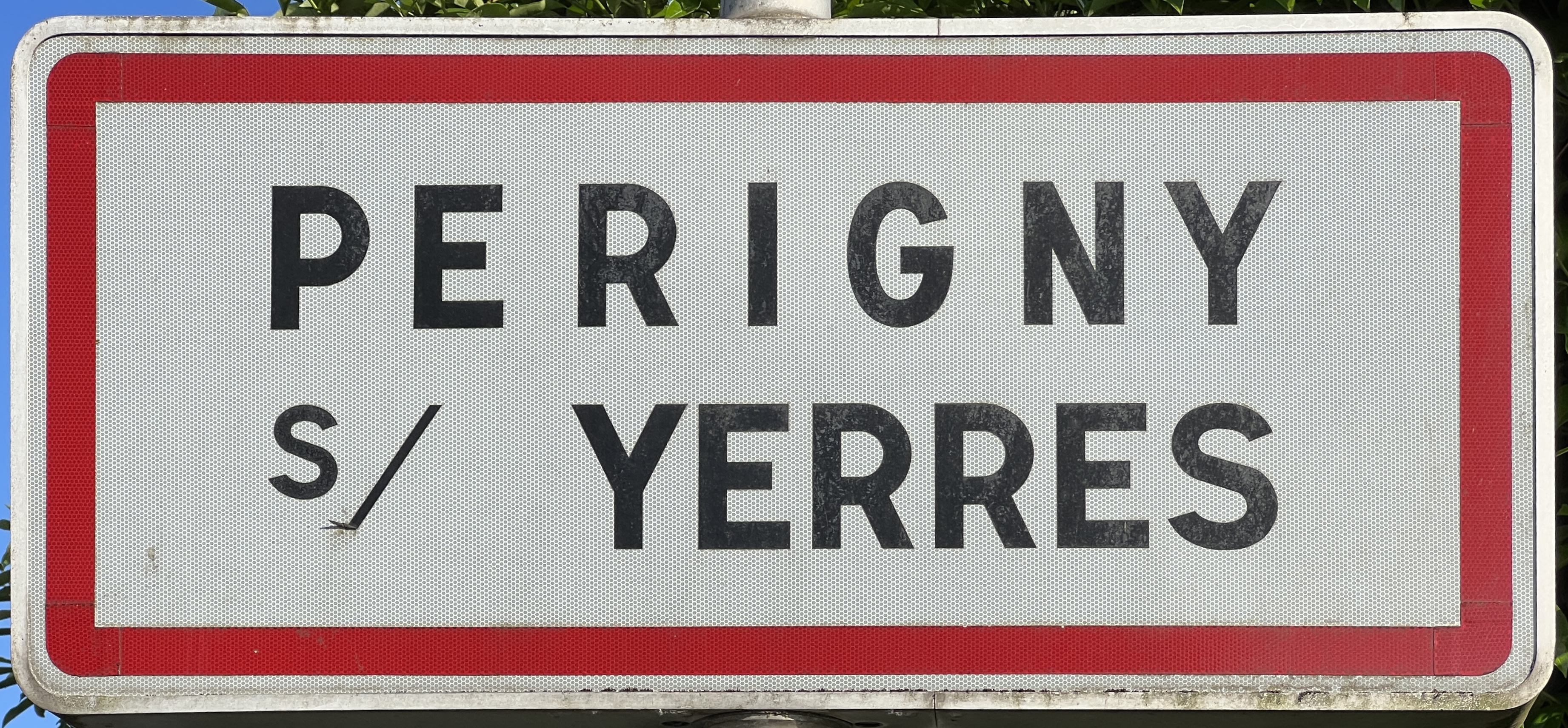
Panneau à l'entrée de la commune où le complément sur-Yerres est indiqué.

Parriniacum en 1200, Parrigniacum en 1177, Perrigniacum en 1352, Perigny en 1370.
Du patronyme romain *Patrinius dérivé du latin Patrinus « qui vient du père » + -acum.

## Histoire

### Préhistoire
Les éléments concernant cette période sont à peu près inexistants. En effet, un menhir aurait existé sur le territoire de la commune mais cette information n’a pu encore être confirmée.

### Périodes historiques
Des trois petits fiefs groupés autour de l’église Saint-Leu-et-Saint-Gilles, Périgny-le-Grand et Montigny ne sont perceptibles qu’au début de l’époque moderne et seul Périgny-le-Petit apparaît, semble-t-il, sur des documents médiévaux. Sur le plan archéologique, des canalisations anciennes sont mentionnées dans le domaine de Périgny-le-Petit.
S’il risque fort d’être d’origine plus ancienne, le moulin sur l’Yerres n’est attesté qu’à l’époque moderne.
Le toponyme Pont Fêtu, déplacé sur les plans actuels mais situé en limite de plateau au XVIIIe siècle, déformation probable du latin Pons vetus, vieux pont, se rapporte peut-être au ponceau de la Chaussée de Varennes. Ce dernier permet encore à la Chaussée de Varennes de franchir un ru descendant vers l’Yerres : il semble figuré sur le plan cadastral de 1810.
L’église, bien que reconstruite au XVIIIe siècle, est mentionnée au XIIIe siècle : l’ancien cimetière qui devait l’entourer présente donc de fortes potentialités médiévales.

### Indices périphériques
Ils sont rares faute de connaître les découvertes dans les départements limitrophes : à noter toutefois la fouille d’un domaine de la fin de l’Antiquité et du Haut Moyen Âge à Servon.
Dans le département, ont été révélées des potentialités préhistoriques et antiques au sud de la commune de Santeny, à peu de distance de Périgny.
La commune voisine de Mandres-les-Roses a été un important fief médiéval.
Il est vraisemblable qu’une ancienne voirie venant de Villecresnes passe par Périgny, mais aucune hypothèse ne peut actuellement être avancée sur son tracé.

### Histoire contemporaine
C'est à Périgny-sur-Yerres qu'a été fondée la IVe Internationale par Léon Trotski en septembre 1938, dans une grange prêtée par Alfred Rosmer.

## Politique et administration

### Rattachements administratifs et électoraux
Rattachements administratifs
Antérieurement à la loi du 10 juillet 1964, la commune faisait partie du département de Seine-et-Oise. La réorganisation de la région parisienne en 1964 fit que la commune appartient désormais au département du Val-de-Marne et à son arrondissement de Créteil après un transfert administratif effectif au 1er janvier 1968.
Elle faisait partie depuis 1801 du canton de Boissy-Saint-Léger de Seine-et-Oise. Lors de la mise en place du Val-de-Marne, elle intègre en 1967 le canton de Villecresnes. Dans le cadre du redécoupage cantonal de 2014 en France, cette circonscription administrative territoriale a disparu, et le canton n'est plus qu'une circonscription électorale.
Rattachements électoraux
Pour les élections départementales, la commune fait partie depuis 2014 du canton du Plateau briard.
Pour l'élection des députés, elle fait partie de la troisième circonscription du Val-de-Marne.

### Intercommunalité
La commune était, jusqu'en 2015, le siège de la communauté de communes du Plateau briard (CCPB), créée fin 2002.
Dans le cadre de la mise en œuvre de la volonté gouvernementale de favoriser le développement du centre de l'agglomération parisienne comme pôle mondial est créée, le 1er janvier 2016, la métropole du Grand Paris (MGP), dont la commune est membre.
La loi portant nouvelle organisation territoriale de la République du 7 août 2015 prévoit également la création de nouvelles structures administratives regroupant les communes membres de la métropole, constituées d'ensembles de plus de 300 000 habitants, et dotées de nombreuses compétences, les établissements publics territoriaux (EPT).
La commune a donc également été intégrée le 1er janvier 2016 à l'établissement public territorial Grand Paris Sud Est Avenir, qui succède notamment à la communauté de communes du Plateau briard.

### Tendances politiques et résultats
Lors des élections municipales de 2014 dans le Val-de-Marne, la liste UMP du maire sortant Georges Urlacher est la seule candidate et obtient donc la totalité des 725 suffrages exprimés au premier tour. Les 19 colistiers sont donc élus conseillers municipaux, dont 4 conseillers communautaires.
Lors de ce scrutin, 50,49 % des électeurs se sont abstenus, et 15,80 % ont voté blanc ou nul.
Lors des élections municipales de 2020 dans le Val-de-Marne, la liste DVD menée par Arnaud Védié — qui avait le soutien du maire sortant Georges Urlacher — est la seule candidate et obtient donc la totalité des 455 suffrages exprimés au premier tour. Les 23 colistiers sont donc élus conseillers municipaux, dont 1 conseiller à la métropole du Grand Paris.
Lors de ce scrutin marqué par la pandémie de Covid-19 en France, 70,009 % des électeurs se sont abstenus, et 3,00 % ont voté blanc ou nul.

### Liste des maires
| Période                                  | Période                      | Identité                     | Étiquette | Qualité                                                                |
| ---------------------------------------- | ---------------------------- | ---------------------------- | --------- | ---------------------------------------------------------------------- |
| Les données manquantes sont à compléter. |                              |                              |           |                                                                        |
| 1800                                     | 1803                         | Cantien Dumesnil             |           |                                                                        |
| 1803                                     | 1816                         | Jean-Baptiste Joseph Gautier |           |                                                                        |
| 1816                                     | 1820                         | Pierre Michel Gautier        |           |                                                                        |
| 1820                                     | 1831                         | René Pierre Valentin Chéron  |           |                                                                        |
| 1831                                     | 1836                         | Jean-Baptiste Thibault Huré  |           |                                                                        |
| 1836                                     | 1869                         | Louis Pierre Chertemps       |           |                                                                        |
| 1869                                     | 1903                         | André Ambroise Gautier       |           |                                                                        |
| 1903                                     | 1922                         | Jules Marie Gautier          |           |                                                                        |
| 1922                                     | 1929                         | Georges Ferdinand Boullet    |           |                                                                        |
| 1929                                     | 1944                         | Eugène Lavillette            |           |                                                                        |
| 1944                                     | 1945                         | Armand Eugène Gautier        |           |                                                                        |
| 1945                                     | 1951                         | Eugène Gonot                 |           |                                                                        |
| 1951                                     | 1956                         | Marcel Dormoy                |           |                                                                        |
| 1956                                     | 1965                         | Henri Alfred Martinet        |           |                                                                        |
| 1965                                     | 1967 (démission)             | Raymond Gautier              |           |                                                                        |
| 1967                                     | juin 1995                    | Michel Lucas                 | CDP → UDF | Ingénieur, maire honoraire                                             |
| juin 1995                                | mai 2020                     | Georges Urlacher             | UMP → LR  | Retraité, maire honoraire                                              |
| mai 2020                                 | En cours (au 6 juillet 2020) | Arnaud Védie                 | DVD       | Collaborateur d'élus Ancien élu UMP d'opposition à Valenton (2014 → ?) |

### Jumelages
Périgny est jumelée avec  Teana (Italie) depuis 1974 et  Boécourt (Suisse) depuis 1990.  

## Équipements et services publics

### Enseignement
Les écoles de Périgny sont rattachés à l'académie de Créteil.
La commune possède deux établissements scolaires[Quand ?] : l'école maternelle Suzanne-Heinrich et l'école élémentaire Georges-Huré.

### Santé
Périgny dispose d'une pharmacie[Quand ?].

## Population et société

### Démographie
L'évolution du nombre d'habitants est connue à travers les recensements de la population effectués dans la commune depuis 1793. Pour les communes de moins de 10 000 habitants, une enquête de recensement portant sur toute la population est réalisée tous les cinq ans, les populations de référence des années intermédiaires étant quant à elles estimées par interpolation ou extrapolation. Pour la commune, le premier recensement exhaustif entrant dans le cadre du nouveau dispositif a été réalisé en 2006.

En 2022, la commune comptait 2 744 habitants, en évolution de +3,08 % par rapport à 2016 (Val-de-Marne : +3 %, France hors Mayotte : +2,11 %).
| 1793 | 1800 | 1806 | 1821 | 1831 | 1836 | 1841 | 1846 | 1851 |
| ---- | ---- | ---- | ---- | ---- | ---- | ---- | ---- | ---- |
| 220  | 219  | 236  | 251  | 297  | 283  | 288  | 275  | 295  |

| 1856 | 1861 | 1866 | 1872 | 1876 | 1881 | 1886 | 1891 | 1896 |
| ---- | ---- | ---- | ---- | ---- | ---- | ---- | ---- | ---- |
| 304  | 353  | 354  | 333  | 347  | 353  | 385  | 401  | 358  |

| 1901 | 1906 | 1911 | 1921 | 1926 | 1931 | 1936 | 1946 | 1954 |
| ---- | ---- | ---- | ---- | ---- | ---- | ---- | ---- | ---- |
| 376  | 327  | 327  | 325  | 339  | 388  | 380  | 357  | 382  |

| 1962 | 1968 | 1975  | 1982  | 1990  | 1999  | 2006  | 2011  | 2016  |
| ---- | ---- | ----- | ----- | ----- | ----- | ----- | ----- | ----- |
| 379  | 437  | 1 011 | 1 673 | 1 681 | 2 020 | 2 231 | 2 352 | 2 662 |

| 2021  | 2022  | - | - | - | - | - | - | - |
| ----- | ----- | - | - | - | - | - | - | - |
| 2 725 | 2 744 | - | - | - | - | - | - | - |

## Culture locale et patrimoine

### Lieux et monuments

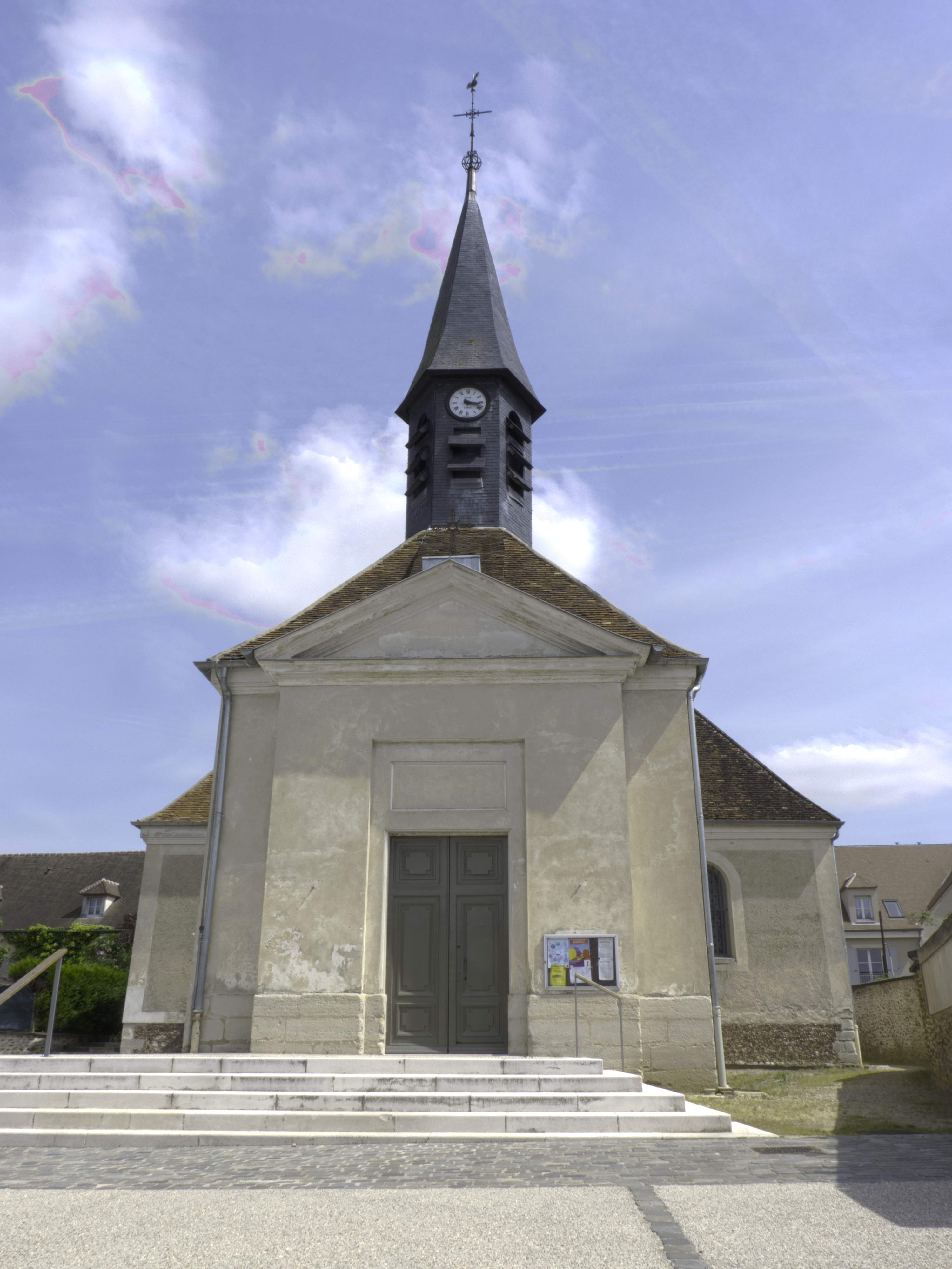
L'église de Périgny

- Le château de Périgny-le-Petit - XVIIe siècle.
- L'église Saint-Leu-et-Saint-Gilles, reconstruite au XVIe siècle.

### Personnalités liées à la commune
- Gustave Cariot (1872-1950), peintre paysagiste français, y a vécu et a peint de nombreuses vues de la campagne avoisinante ;
- Paul Valayer (1874-1955), directeur de banque, journaliste et essayiste pacifiste, y est décédé ;
- Jean Dubuffet (1901 - 1985) acheta un terrain à Périgny pour y créer son œuvre, La Closerie, dans le cadre de son travail à la Fondation Dubuffet ;
- Mika Etchebéhère (1902 - 1992), militante anarchiste puis marxiste libertaire, combattante du POUM pendant la révolution sociale espagnole de 1936, y a vécu ;
- Marino di Teana (1920 - 2012), sculpteur, y avait son atelier, et y est décédé ;
- Juan Carlos Caceres (1936 - 2015), musicien, y a vécu et y est décédé.

## Pour approfondir

Logo de Périgny-sur-Yerres entre 1967 à 2020.

Logo officiel de Périgny-sur-Yerres depuis 2020.